# 水木海水浴場
水木海水浴場（みずきかいすいよくじょう）は、茨城県日立市にある海水浴場である。波が静かなため、小さな子供でも安心して遊べる。

## 開設期間
7月14日 - 8月19日

## 施設
- 海の家…1軒
- シャワー…1ヶ所
- トイレ…1ヶ所
- 駐車場…100台

## 交通
- 公共機関：JR常磐線 大甕駅からタクシーで約5分。
- 自家用車：常磐自動車道 日立南太田ICから約15分

## その他
- 環境省による快水浴場百選地に選ばれている。日立市のその他の海水浴場で快水浴場百選地に選ばれたのは、伊師浜海水浴場、河原子海水浴場である。